# Kanton Bernaville
Der Kanton Bernaville ist ein ehemaliger, bis 2015 bestehender französischer Wahlkreis im Arrondissement Amiens, im Département Somme und in der Region Picardie; sein Hauptort war Bernaville. Vertreter im Generalrat des Départements war ab 2001 Laurent Somon (DVD).
Der Kanton Bernaville war 166,47 km² groß und hatte im Jahr 1999 4.874 Einwohner. Er lag im Mittel 111 m, zwischen 35 m in Béalcourt und 167 m in Fienvillers.

## Gemeinden
Der Kanton bestand aus 24 Gemeinden:
| Gemeinde               | Einwohner Jahr | Fläche km² | Bevölkerungsdichte | Code INSEE | Postleitzahl |
| ---------------------- | -------------- | ---------- | ------------------ | ---------- | ------------ |
| Agenville              | 104 (2013)     | –          | – Einw./km²        | 80005      | 80370        |
| Autheux                | 130 (2013)     | –          | – Einw./km²        | 80042      | 80600        |
| Barly                  | 173 (2013)     | –          | – Einw./km²        | 80055      | 80600        |
| Béalcourt              | 105 (2013)     | –          | – Einw./km²        | 80060      | 80370        |
| Beaumetz               | 236 (2013)     | –          | – Einw./km²        | 80068      | 80370        |
| Bernâtre               | 31 (2013)      | –          | – Einw./km²        | 80085      | 80370        |
| Bernaville             | 1.105 (2013)   | –          | – Einw./km²        | 80086      | 80370        |
| Boisbergues            | 85 (2013)      | –          | – Einw./km²        | 80108      | 80600        |
| Candas                 | 1.082 (2013)   | –          | – Einw./km²        | 80168      | 80750        |
| Domesmont              | 49 (2013)      | –          | – Einw./km²        | 80243      | 80370        |
| Épécamps               | 5 (2013)       | –          | – Einw./km²        | 80270      | 80370        |
| Fienvillers            | 677 (2013)     | –          | – Einw./km²        | 80310      | 80750        |
| Frohen-sur-Authie      | 233 (2013)     | –          | – Einw./km²        | 80369      | 80370        |
| Gorges                 | 42 (2013)      | –          | – Einw./km²        | 80381      | 80370        |
| Heuzecourt             | 169 (2013)     | –          | – Einw./km²        | 80439      | 80370        |
| Maizicourt             | 189 (2013)     | –          | – Einw./km²        | 80503      | 80370        |
| Le Meillard            | 157 (2013)     | –          | – Einw./km²        | 80526      | 80370        |
| Mézerolles             | 193 (2013)     | –          | – Einw./km²        | 80544      | 80600        |
| Montigny-les-Jongleurs | 92 (2013)      | –          | – Einw./km²        | 80563      | 80370        |
| Occoches               | 122 (2013)     | –          | – Einw./km²        | 80602      | 80600        |
| Outrebois              | 308 (2013)     | –          | – Einw./km²        | 80614      | 80600        |
| Prouville              | 290 (2013)     | –          | – Einw./km²        | 80642      | 80370        |
| Remaisnil              | 34 (2013)      | –          | – Einw./km²        | 80666      | 80600        |
| Saint-Acheul           | 28 (2013)      | –          | – Einw./km²        | 80697      | 80370        |